# Cédric Zesiger
Cédric Adrian Zesiger (ur. 24 czerwca 1998 w Merlach) – szwajcarski piłkarz grający na pozycji obrońcy w niemieckim klubie VfL Wolfsburg oraz reprezentacji Szwajcarii. Uczestnik Mistrzostw Europy 2024.